# 動性
動性（どうせい、kinesis, pl.kineses）は、細胞または生物体が刺激に対し反応する行動である。走性に似るが、方向性の決まった反応はしない点で異なる。その運動はあらゆる方向へ向かい、その上出鱈目である。その方向転換つまり再定位の頻度また活動性は刺激の強さに依存している。走性と同様の接頭辞が動性にも当てはめられて使われている。